# 유제프 글렘프

유제프 글렘프(폴란드어: Józef Glemp, 1929년 12월 18일 - 2013년 1월 23일)는 폴란드 가톨릭교회의 추기경이다. 바르샤바 대교구장(1981년 - 2006년)을 지냈으며, 1983년 추기경에 서임되었다.

## 약력

### 어린 시절과 사제
이노브로츠아프 태생으로 조상은 독일계이다. 카지미에즈 글렘프와 살로메아 즈 코스미크키츠 사이에서 태어났으며 태어난 날 바로 유아 세례를 받았다. 그의 부친은 1918년에서 1919년까지 대폴란드 폭동에 참여하였다. 유제프는 그니에즈노와 포츠난의 신학교에서 수업을 받다가 제2차 세계대전의 발발로 중단되었다. 나치 독일의 폴란드 점령기간 동안 그와 그의 형제 자매들은 강제 노동자로 끌려갔다. 유제프 글렘프는 1956년 5월 25일 사제 서품을 받았다.

### 교회법
유제프 글렘프는 포츠난에서 2년동안 사목활동을 한 후, 교황청립 라테란 대학교에서 교회법을 공부하기 위해 1958년 로마로 유학을 갔으며, 1964년 교회법과 민법을 주제로 한 논문으로 박사학위를 취득했다. 실습기간을 거친 후에 그는 교황청 법원인 로타 로마나의 변호인 자격을 취득하였다. 그는 교황청립 그레고리오 대학교에서 라틴어 과정에 출석하였으며, 교회 사목 공부도 끝마쳤다.

### 지도신부
1964년 유제프 글렘프는 로마에서의 공부를 마치고 폴란드의 그니에즈노로 돌아왔다. 그는 도미니코회와 프란치스코회 소속 수녀들 및 비행 청소년들을 집에서 교육시키는 지도신부가 되었다. 유제프 글렘프는 그니에즈노 신학교의 사무관과 교황청과 대교구 법원의 공증인으로도 활동하였다.

### 주교
1979년 3월 4일 교황 요한 바오로 2세는 유제프 글렘프를 폴란드 북부에 있는 바르미아의 교구장 주교로 임명하였다. 그해 4월 21일 성 아달베르토의 축일 날에 유제프 글렘프는 그니에즈노에서 주교 서품 및 교구장 착좌식을 가졌다. 1981년 5월 18일 스테판 비신스키 추기경이 선종하자 그의 뒤를 이어 1981년 7월 7일 그니에즈노 대교구장 및 바르샤바 대교구장이 되었다. 이에 따라 자동으로 그는 폴란드의 수석 주교가 되었다.

### 추기경
1983년 1월 2일 교황 요한 바오로 2세는 유제프 글렘프를 산타 마리아 인 트라스테베레 성당의 사제급 추기경에 서임하였다. 글렘프 추기경은 1981년부터 2004년 3월까지 23년 동안 폴란드 주교회의의 의장으로 활동하기도 하였다.